# Journey into Light
Pour plus de détails, voir Fiche technique et Distribution.
Journey into Light est un film américain réalisé par Stuart Heisler, sorti en 1951.

## Synopsis
John Burrows est un pasteur ordonné d'un petit village de le la Côte Est, qui s'imagine être à la tête d'une congrégation plus nombreuse en termes de fidèles. Il est mortifié lorsque sa femme, totalement ivre, interrompt un de ses sermon, avat de se suicider.
Burrows se rend à Los Angeles pour prendre un nouveau départ mais il se retrouve dans les bas-fonds et est arrêté pour ivresse publique. Un escroc notoire, Gandy, lui trouve un lit dans une maison de passe, tandis qu'un prédicateur de rue, Doc Thorssen, et sa fille Christine l'emmènent dans une mission locale.
Christine, qui est aveugle, tombe amoureuse de Burrows, appréciant ses discussions sur l'esprit et l'âme mais connaissant peu son passé. Un jour, elle est renversée par un tramway et perd connaissance, ce qui amène Burrows à remettre sa foi en question. Il finit par accepter la volonté du Seigneur et se voit offrir un meilleur endroit pour vivre et prêcher. Burrows décide qu'il est mieux adapté à la mission avec Christine, qui s'est remise de son accident, à ses côtés.

## Fiche technique
- Titre : Journey Into Light
- Réalisation : Stuart Heisler
- Assistant-réalisateur : Milton Carter
- Scénario : Stephanie Nordli, Irving Shulman et Anson Bond
- Photographie : Elwood Bredell
- Montage : Terry O. Morse
- Musique : Paul Dunlap, Emil Newman, Hugo Friedhofer
- Direction artistique : Charles D. Hall
- Décors : Murray Waite
- Costumes :
- Son : Victor B. Appel, Stephen Bass
- Casting : Maxine Marlowe
- Producteurs : Joseph Bernhard, Anson Bond
- Directeur de production : Percy Ikerd
- Société de production :  Joseph Bernhard Productions Inc.
- Société de distribution :  Twentieth Century Fox
- Pays de production :  États-Unis
- Langue : Anglais américain
- Format : Noir et blanc — 35 mm — 1,37:1 — Son : Mono (RCA Sound System)
- Métrage : 2 414 mètres (9 bobines)
- Genre : Film dramatique
- Durée : 87 minutes (1 h 27)
- Dates de sortie : 
  - États-Unis : 28 septembre 1951
  - Afrique du Sud : 5 mars 1952 (Durban) | 24 mars 1952 (Le Cap)
  - Royaume-Uni : 25 août 1952
  - Mexique : 30 juillet 1953

## Distribution
- Sterling Hayden : révérend John Burrows
- Viveca Lindfors : Christine Thorssen
- Thomas Mitchell : Gandy
- Ludwig Donath : Doc Thorssen
- H. B. Warner : Wiz
- Jane Darwell : Mack
- John Berkes : Racky
- Peggy Webber : Jane Burrows
- Paul Guilfoyle : Fanatic
- Marion Martin : Diana
- Everett Glass : Deacon Adams
- Billie Bird : Gertie
- O. Z. Whitehead : Lippy
- Myron Healey : Jerry
- Byron Keith : Dan
- Fritz Feld : le vendeur de vêtements
- Paul Brinegar : clochard
- Bernard Gorcey : Flophouse Clerk
- Parmi les acteurs non crédités :
- Earle Hodgins : Cliff Newton
- Heinie Conklin : clochard
- Hank Mann : clochard
- Frank Mills : clochard
- Harry Wilson : clochard